# Lipocarpha filiformis
Lipocarpha filiformis är en halvgräsart som först beskrevs av Vahl, och fick sitt nu gällande namn av Carl Sigismund Kunth. Lipocarpha filiformis ingår i släktet Lipocarpha och familjen halvgräs. IUCN kategoriserar arten globalt som livskraftig. Inga underarter finns listade i Catalogue of Life.